# Sistema de vigilancia naval oceánico

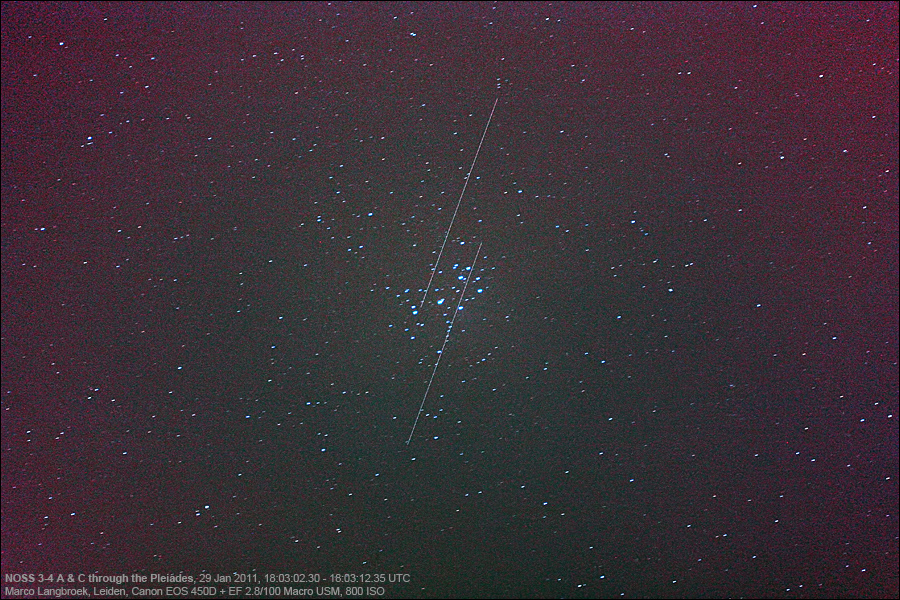
Sistema de satélites NOSS en movimiento, en una captura de 10 segundos de exposición

El Sistema Naval de Vigilancia Oceánica (NOSS por sus siglas en inglés) es una serie de satélites de inteligencia de señales que han realizado inteligencia de señales electrónicas para la Armada de los EE. UU. desde principios de la década de 1970.La primera serie de satélites recibió el nombre en código "White Cloud" o "PARCAE", mientras que los satélites de segunda y tercera generación utilizaron los nombres en clave "Ranger" e "Intruder".
El sistema es operado por la Armada de los Estados Unidos y su objetivo principal inicial era la geolocalización de los activos de la Armada soviética durante la Guerra Fría. NOSS implica una serie de grupos de satélites que operan en órbita terrestre baja para detectar radares y otras transmisiones electrónicas de barcos en el mar, con el fin de localizarlos utilizando la técnica de diferencia horaria de llegada . 

## Costes
Los costes de los satélites NOSS (excluyendo los costes del vehículo de lanzamiento), que fueron destruidos en un fracaso del lanzamiento del Titán IV en 1993, ascendieron a 800 millones de dólares (ajustado por inflación: 1 600 millones de dólares en 2023). 